# Amalie Haizinger

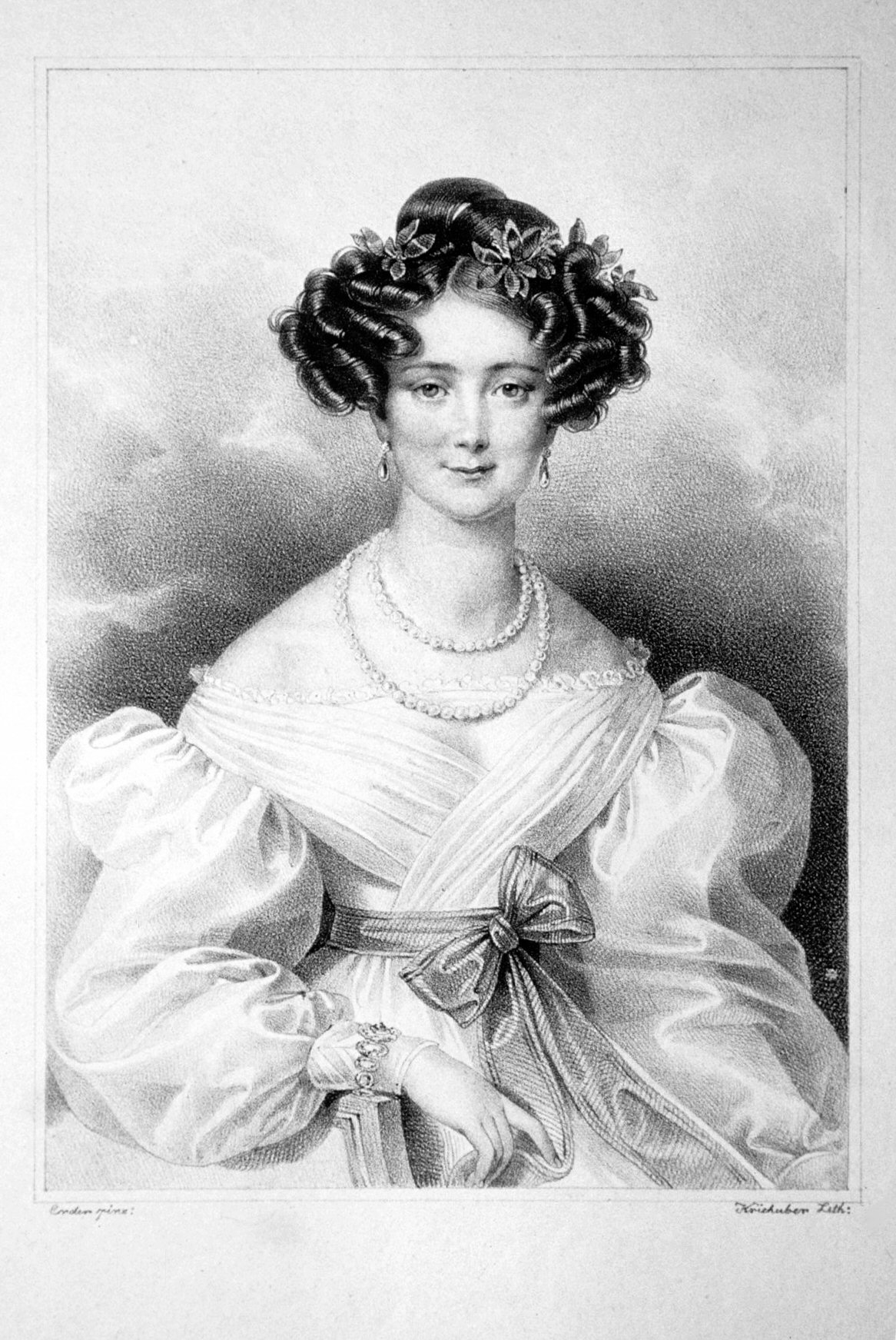
Amalie Haizinger, Lithographie von Josef Kriehuber, um 1830

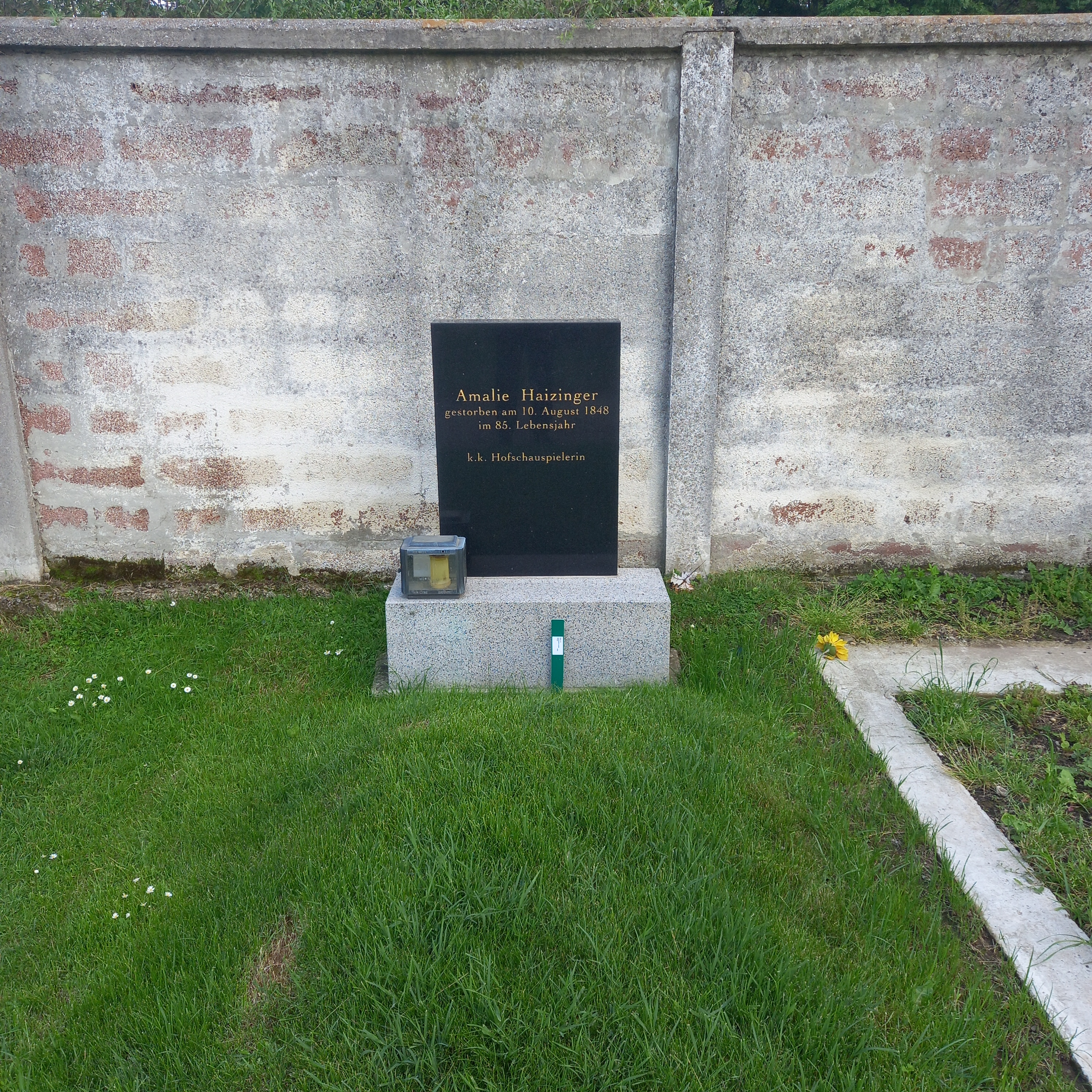
Das Grab von Amalie Haizinger auf dem Evangelischen Friedhof Matzleinsdorf in Wien

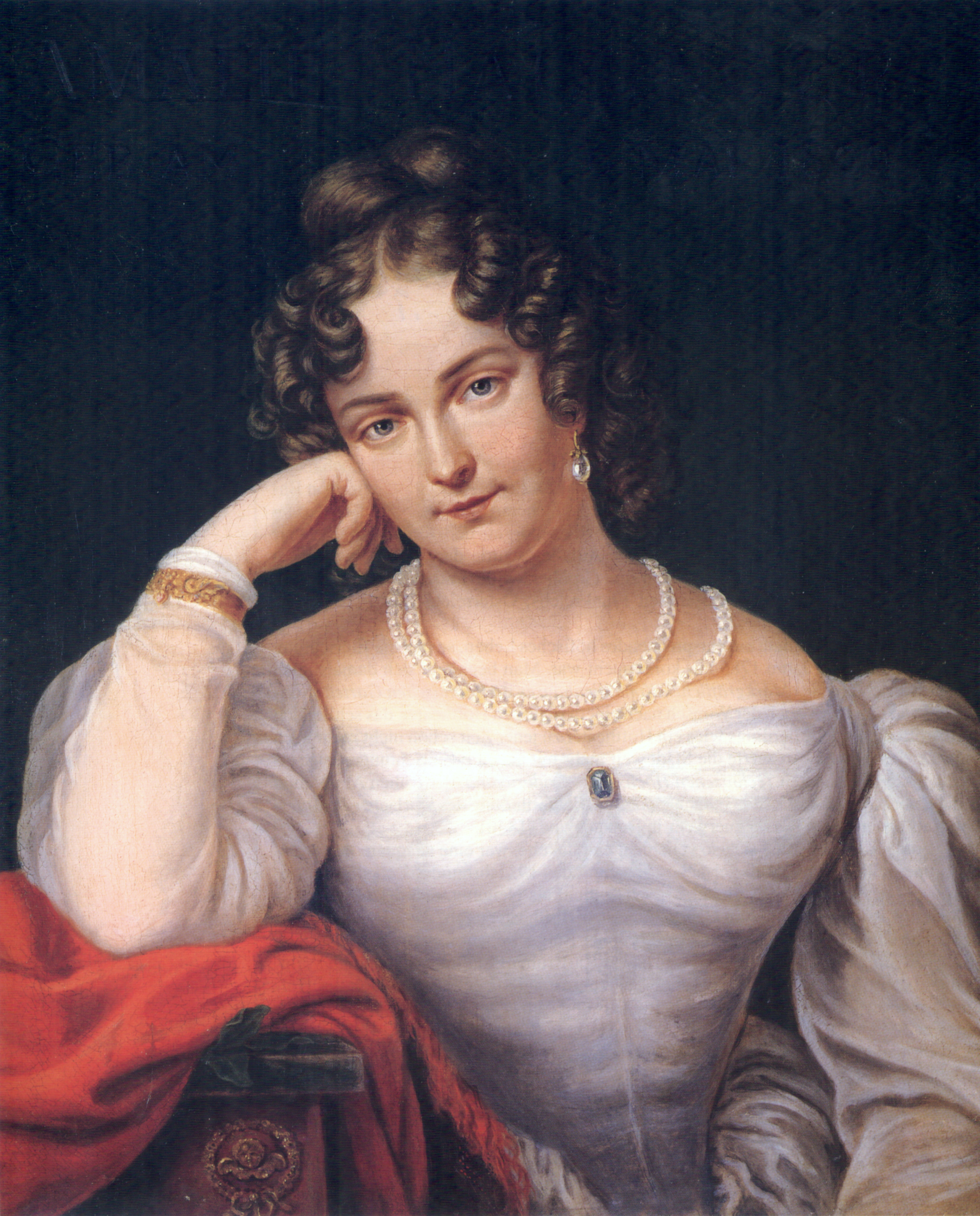
Amalie Haizinger, Gemälde von Franz Seraph Stirnbrandt, um 1850

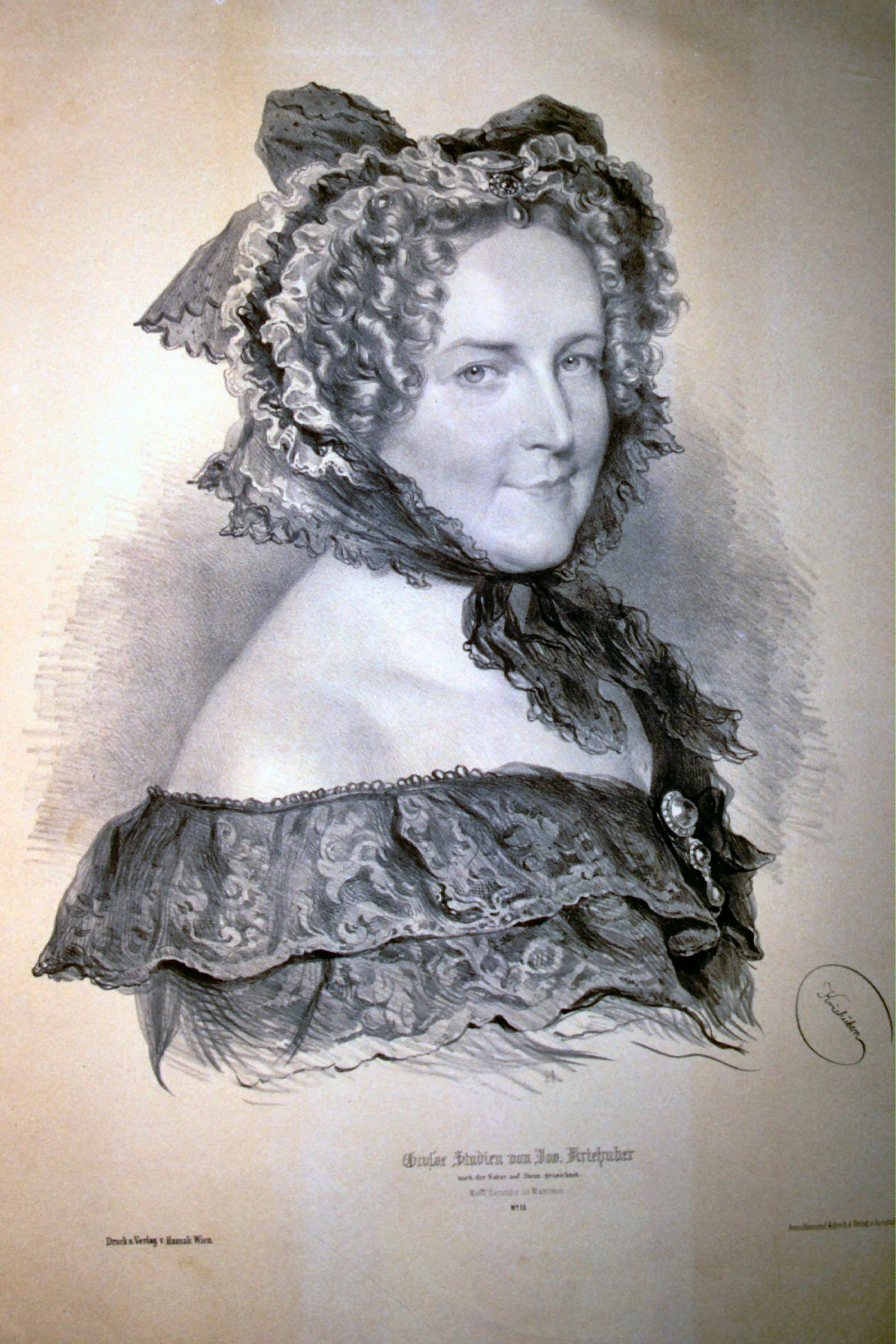
Amalie Haizinger, Lithographie von Josef Kriehuber, 1852

Amalie Haizinger, genannt Neumann-Haizinger, geborene Morstadt (* 6. Mai 1800 in Karlsruhe; † 11. August 1884 in Wien) war eine deutsche Schauspielerin.

## Leben
Morstadt war das dritte von vier Kindern des Georg Michael Morstadt (1763–1842, seit 1790 Kammerfouriers des Markgrafen Karl Friedrich von Baden) und seiner Frau Friederike Jakobine (geborene Pastart). Der Vater verwaltete ab 1808 für einige Jahre das Sekretariat der großherzoglichen Hoftheater-Intendanz, ihre beiden Brüder Karl Eduard Morstadt (7. April 1792 in Karlsruhe; † 10. Januar 1850) und Robert Adolf Morstadt (14. Januar 1803–13. Dezember 1873) wurden Professoren und Schriftsteller.
Sie trat schon 1810 am Karlsruher Hoftheater auf, dessen Mitglied sie wenige Jahre später wurde. Nach ihrer Heirat mit dem Schauspieler Carl Neumann, entwickelte sich ihr Talent für das rentierende Schauspiel sehr rasch. Auf ihren Kunstreisen, welche sich bis nach Paris, London und Sankt Petersburg erstreckten, fand sie überall großen Beifall. Nach dem Tod ihres ersten Gatten 1823 vermählte sie sich 1827 mit dem Tenorsänger Anton Haizinger und arbeitete mit ihm an der Karlsruher Bühne. Ihr eigentliches Fach war das Genre des Lustspiels. Ausgelöst durch den plötzlichen Tod ihrer jüngsten Tochter im Jahr 1844 beschloss sie fortan nur noch gemeinsam mit der verbliebenen Tochter Louise aufzutreten. 1846 nahmen sie gemeinsam ein Engagement am Burgtheater in Wien an. Hier war sie bis zu ihrem Tod 1884 unter anderem im Rollenfach der „komischen Alten“ erfolgreich.
Anlässlich ihres 50. Geburtstags malte Johann Baptist Reiter ein Bildnis der Schauspielerin, das sich heute im Linzer Schlossmuseum befindet.

## Familie
Die Schauspielerin war zweimal verheiratet:
- 1816 mit dem Schauspieler Carl Neumann (†  20. September 1823), mit dem sie zwei Töchter hatte, die ebenfalls Schauspielerinnen wurden.
  - Luise Neumann (7. Dezember 1818–17. Oktober 1905), beendete am 19. Dezember 1856 ihre Schauspielkarriere ⚭ am 14. Januar 1857 mit dem Reichsgrafen Carl von Schönfeld (1828–1886)
    - Rosalie (* 1859), spätere Gräfin Coronini-Cronberg
    - Rudolf von Schönfeld (* 1864)

  - Adolfine Neumann (1819–8. April 1844)
  - Carl Neumann, starb als österreichischer Konsul in Westindien
- am 5. Januar 1827 mit Anton Haizinger (14. März 1796–31. Dezember 1869)
  - Anton (Toni) Haizinger (1827–1891), wurde Feldmarschall-Leutnant in der Armee des österreichischen Kaisers. Er hatte das Gesangstalent vom Vater geerbt und galt als hervorragender Schubertinterpret. Er starb als österreichischer General.[5]

## Ehrungen
Den Namen der Schauspielerin tragen in Wien 18 (Währing) eine Straße (Haizingergasse) sowie ein Gymnasium in dieser Straße.
Ebenfalls wurde nach ihr die Haizingerstraße in der Karlsruher Oststadt, nahe der Tullastraße benannt.

## Werke
- Erinnerungsblätter aus dem Leben und Künstlerwirken der Frau Amalie Haizinger geb. Morstadt. D. R. Marx’sche Buch- und Kunsthandlung, Karlsruhe 1836 (books.google.de – Leseprobe).